# Pamela Rendi-Wagner

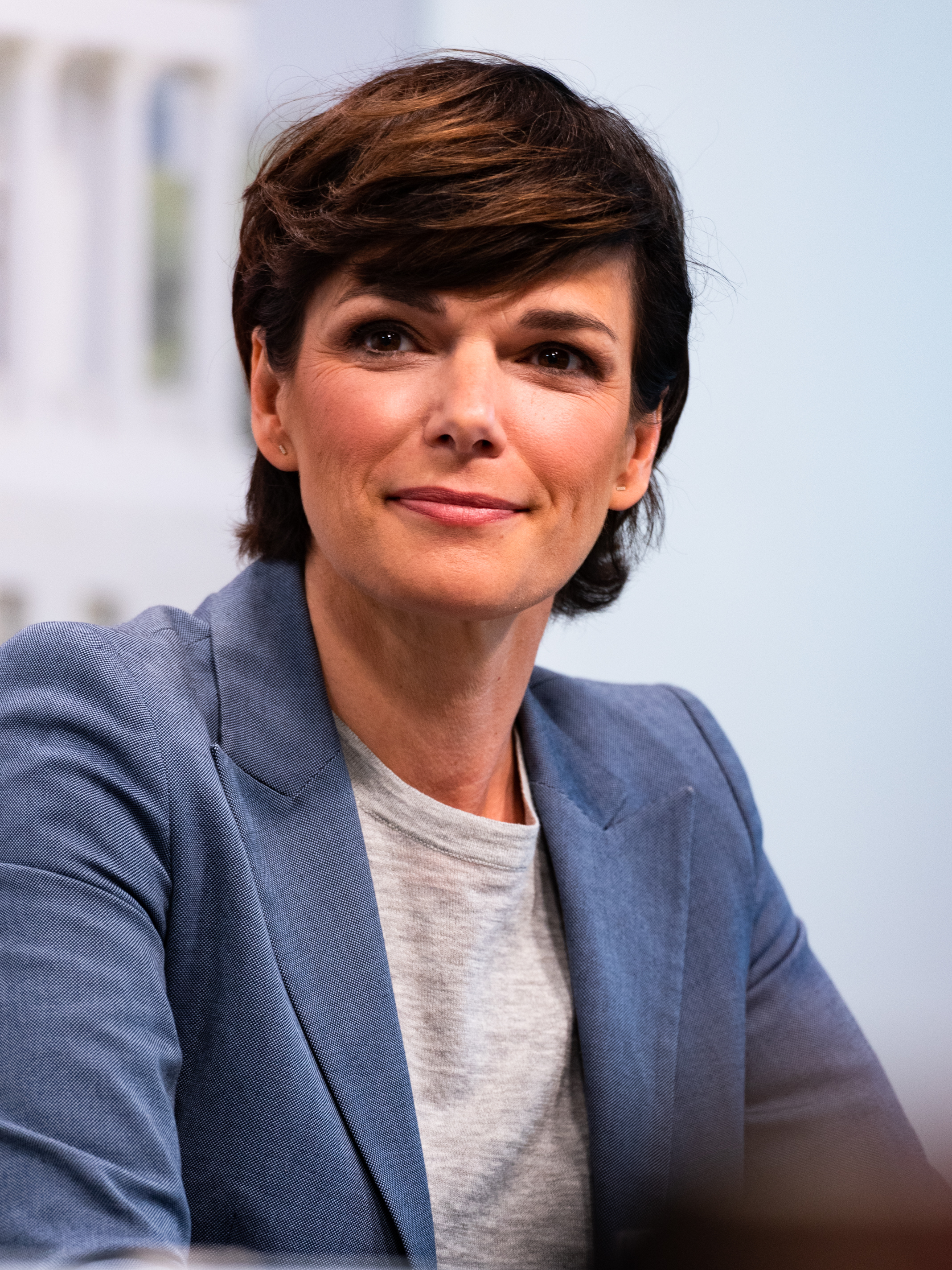
Joy Pamela Rendi-Wagner (2020)

Joy Pamela Rendi-Wagner (geb. Wagner; * 7. Mai 1971 in Wien) ist eine österreichische Ärztin und ehemalige Politikerin (SPÖ). Seit Juni 2024 ist sie Direktorin des Europäischen Zentrums für die Prävention und die Kontrolle von Krankheiten (ECDC).
Nach ihrem Medizinstudium mit Promotion arbeitete sie in den Bereichen Epidemiologie, Infektiologie, Impfung, Tropenmedizin und Hygiene. Von 2011 bis 2017 war sie Generaldirektorin für die öffentliche Gesundheit im österreichischen Gesundheitsministerium. Sie wurde im März 2017 auf Vorschlag von Bundeskanzler Christian Kern zur Bundesministerin für Gesundheit und Frauen in der Bundesregierung Kern ernannt.
Von 2017 bis 2023 war sie Abgeordnete zum österreichischen Nationalrat und von 2018 bis 2023 als erste Frau Bundesparteivorsitzende der Sozialdemokratischen Partei Österreichs sowie Klubobfrau des SPÖ-Parlamentsklubs. Bei der Nationalratswahl in Österreich 2019 war sie die Spitzenkandidatin der SPÖ.

## Leben

### Herkunft und Ausbildung
Rendi-Wagners allein erziehende Mutter war Kindergärtnerin. Ihr Vater, Wolfgang Wagner, ist Sozialpsychologe und Gastprofessor an der Universität Tartu. Wagner wuchs im 10. Wiener Gemeindebezirk Favoriten in der Per-Albin-Hansson-Siedlung auf. Sie besuchte das GRG 12 Erlgasse in Meidling und studierte nach der Matura ab 1989 an der Medizinischen Fakultät der Universität Wien, wo sie 1996 promoviert wurde. Während der Wartezeit auf einen Ausbildungsplatz absolvierte sie 1996/97 einen Master-Kurs in Infection and Health in the Tropics an der London School of Hygiene & Tropical Medicine (MSc). 1997 erhielt sie das Diplom in Tropenmedizin und Hygiene (Diploma in Tropical Medicine and Hygiene) vom Royal College of Physicians. Rendi-Wagner absolvierte bis 2005 die Ausbildung zur Fachärztin für Spezifische Prophylaxe und Tropenhygiene an der Medizinische Universität Wien.

### Wirken als Medizinerin
1998 kehrte Wagner an die Universität Wien zurück. Sie arbeitete zwischen 1998 und 2002 in der Abteilung für Spezifische Prophylaxe und Tropenmedizin und 2002–2003 in der Abteilung für Infektionskrankheiten und Tropenmedizin im Kaiser-Franz-Josef-Spital in Favoriten. Von 2003 bis 2007 arbeitete sie wieder in der Abteilung für Spezifische Prophylaxe und Tropenmedizin (unterdessen wurde Anfang 2004 die Medizinische Universität Wien aus der Universität Wien ausgegliedert). Als Projektleiterin etablierte Rendi-Wagner unter anderem ein Netzwerk zur flächendeckenden epidemiologischen Überwachung wichtiger Infektionskrankheiten. Im Zuge ihrer Forschungen wurde auch das empfohlene Intervall für Zeckenschutzimpfungen von drei auf fünf Jahre hinaufgesetzt.
2008 habilitierte sie sich zum Thema „Prävention durch Impfungen“ in Wien. Anschließend war sie international als Wissenschaftlerin in den Bereichen Infektionsepidemiologie, Vakzinprävention und Reisemedizin tätig. Zwischen 2008 und 2011 war sie Gastprofessorin im Department of Epidemiology and Preventive Medicine an der Universität Tel Aviv in Israel. Zwischen 2012 und 2017 war sie als Gastprofessorin am Zentrum für Public Health der Medizinischen Universität Wien tätig. Von 2011 bis 2017 übernahm Rendi-Wagner die Leitung der Sektion III, „Öffentliche Gesundheit und medizinische Angelegenheiten“ im Bundesministerium für Gesundheit, war Vorsitzende des Bundesamts für Sicherheit im Gesundheitswesen (BASG) und Mitglied der Bundesgesundheitskommission.

### Politik
In der Nachfolge der verstorbenen Sabine Oberhauser und des interimistisch das Ministerium leitenden Alois Stöger wurde sie am 8. März 2017 von Bundespräsident Alexander Van der Bellen zur Bundesministerin für Gesundheit und Frauen in der Bundesregierung Kern (SPÖ-ÖVP-Koalition) ernannt. Erst kurz vor der Angelobung wurde sie Mitglied der SPÖ; allerdings war sie bereits 2012 dem Sozialdemokratischen Akademikerbund beigetreten. Mit dem Regierungswechsel nach der Nationalratswahl am 15. Oktober 2017 schied sie am 18. Dezember 2017 aus der Bundesregierung aus. Von ihrem Rückkehrrecht, als Beamtin einen Posten im Gesundheitsministerium zu übernehmen, machte sie keinen Gebrauch, sondern gehört als Abgeordnete seither dem Nationalrat an. Im Nationalrat der XXVI. Gesetzgebungsperiode war sie dort 2017 bis 2019 Gesundheitssprecherin der SPÖ. Im Nationalrat der XXVII. Gesetzgebungsperiode ist sie seit 2019 außenpolitische Sprecherin der SPÖ. Am 10. Jänner 2020 wurde sie zur Obfrau des Außenpolitischen Ausschusses des Nationalrats gewählt.

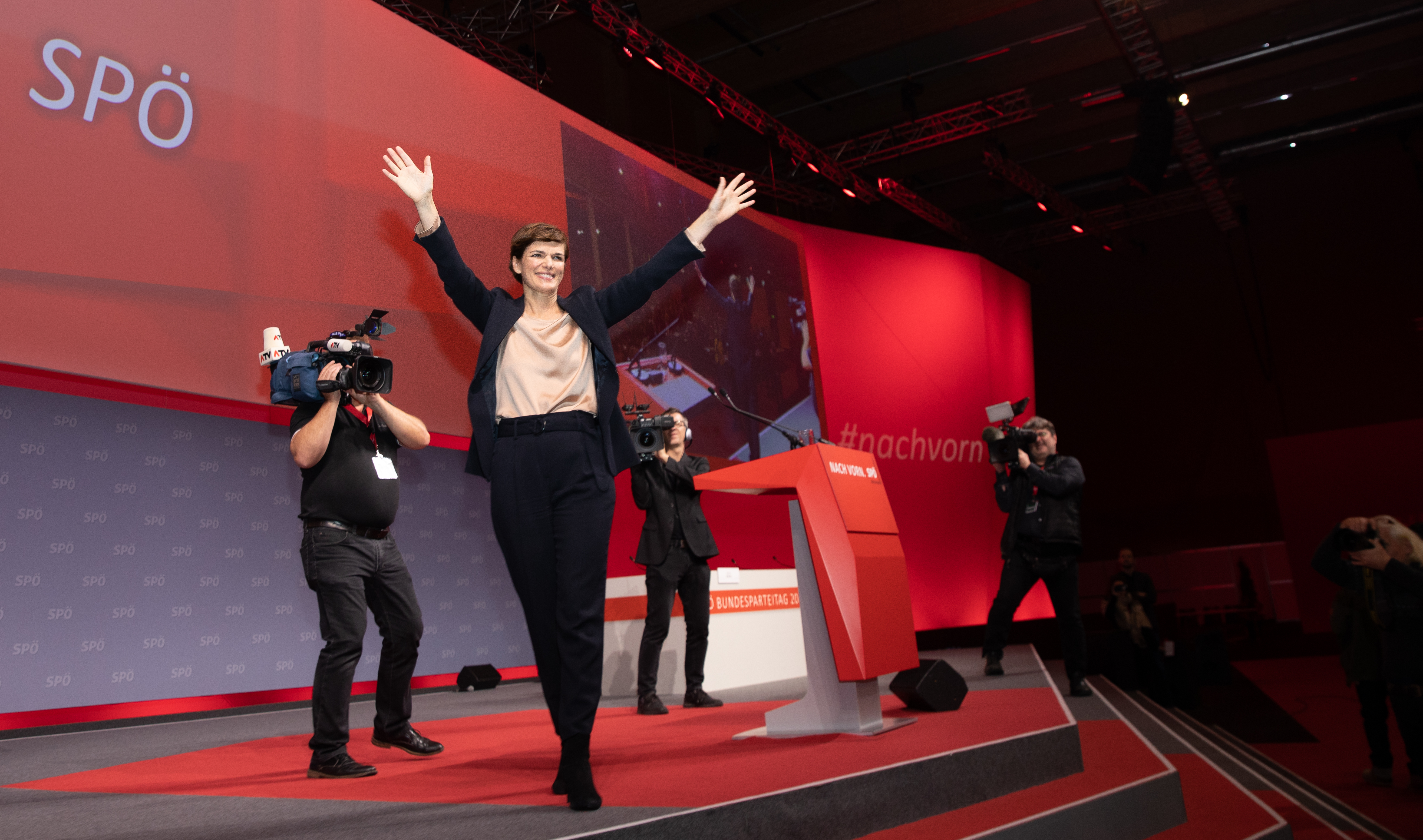
Pamela Rendi-Wagner beim SPÖ-Bundesparteitag 2018

Nach der Ankündigung von Christian Kern, als Spitzenkandidat der SPÖ zur Europawahl im Mai 2019 anzutreten und davor im November 2018 vom Parteivorsitz zurückzutreten, wurde Rendi-Wagner als dessen Wunschkandidatin am 22. September 2018 vom SPÖ-Parteipräsidium zu seiner Nachfolgerin designiert und übernahm geschäftsführend den Parteivorsitz. Auf dem 44. ordentlichen Bundesparteitag in Wels wurde Rendi-Wagner am 24. November 2018 mit 97,81 Prozent der Delegiertenstimmen als erste Frau in der Geschichte der 1888 gegründeten Partei zur Parteivorsitzenden der SPÖ gewählt.
Schon vor ihrer Wahl zur Vorsitzenden war Nichtraucherschutz ein politischer Schwerpunkt von Rendi-Wagner. 2019 stellte sie gemeinsam mit Gerald Loacker (NEOS – Das Neue Österreich und Liberales Forum) und Daniela Holzinger-Vogtenhuber (Jetzt – Liste Pilz) den Antrag im Nationalrat, mit dem das Gesetz zum Rauchverbot in der Gastronomie beschlossen wurde.
Am 28. Mai 2019 wurde Rendi-Wagner als Spitzenkandidatin für die Nationalratswahl in Österreich 2019 vom Parteipräsidium einstimmig bestätigt. Die Partei erreichte dabei mit 21,18 Prozent (minus 5,7 Prozentpunkte) ihr historisch schlechtestes Ergebnis.
Mitte Februar 2020 gab sie bekannt, den Parteimitgliedern die Vertrauensfrage zusammen mit einer Reihe Fragen zu Schwerpunktthemen der Sozialdemokratie stellen zu wollen. Am 2. April war die Abstimmung abgeschlossen; die Auszählung ruhte danach wegen der COVID-19-Pandemie. Am 6. Mai erfolgte die Bekanntgabe der Ergebnisse: Bei einer Beteiligung von 41,3 % der Mitglieder erhielt Rendi-Wagner 71,4 % Zustimmung. Sie kündigte daher an, Parteichefin zu bleiben und präsentierte das politische Konzept Neue Solidarität für Österreich, das die Stärkung des Sozialstaates mit Fokus auf Gesundheit und Pflege sowie Investitionen in Beschäftigung und Steuergerechtigkeit zum Inhalt hat. In der Umfrage der Zeitung Heute zu Politiker-Beliebtheitswerten lag Rendi-Wagner zum Jahreswechsel 2020/2021 erstmals auf Platz eins.

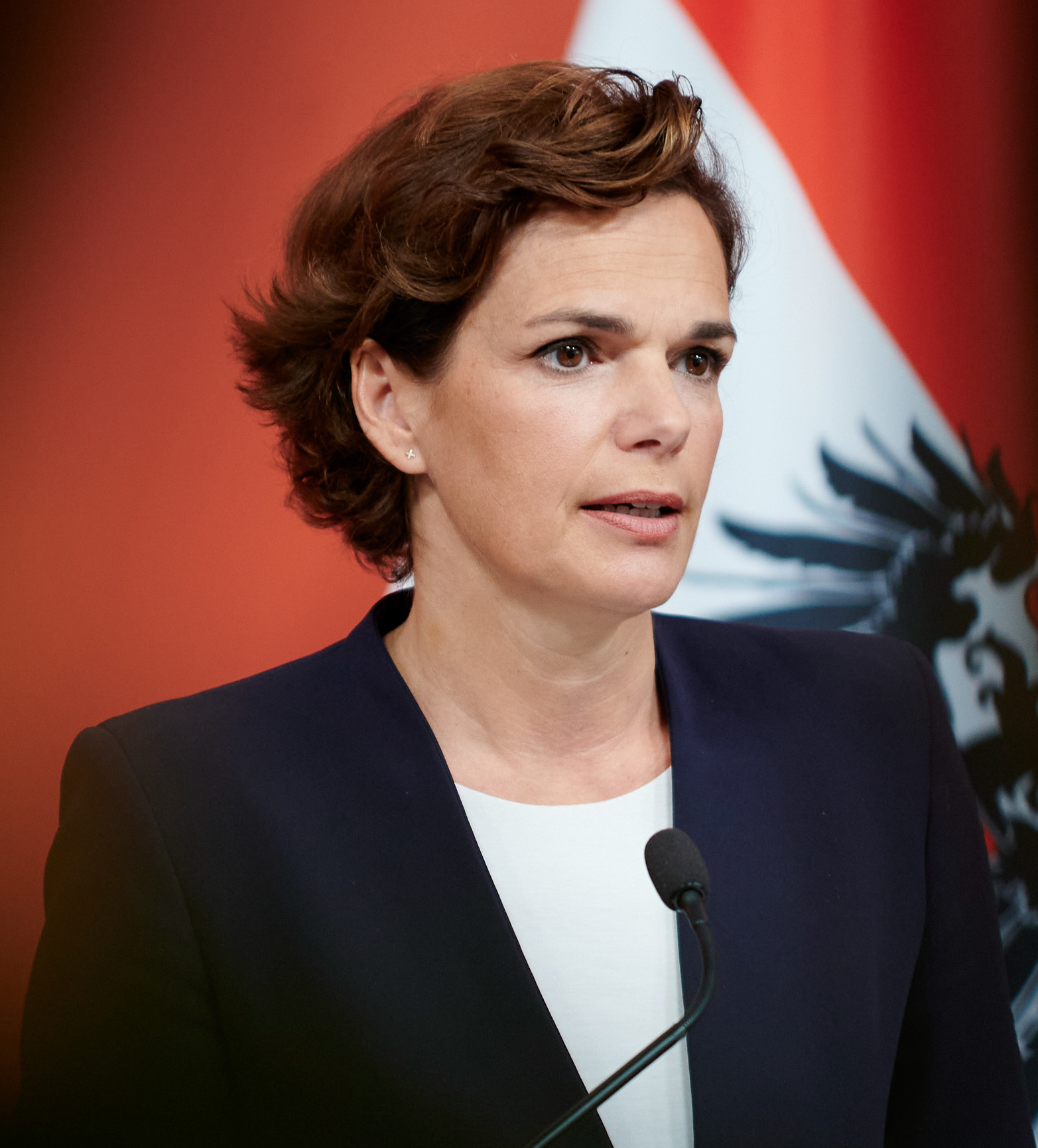
Pamela Rendi-Wagner im Oktober 2021

Parteiintern war sie immer wieder mit Querschüssen konfrontiert, insbesondere aus der SPÖ Burgenland mit ihrem Obmann Hans-Peter Doskozil. Der jahrelange Konflikt zwischen Rendi-Wagner und Doskozil und die damit einhergehende Führungsdebatte wurden in österreichischen Medien ausführlich thematisiert und gelten als Mitgrund für zum Teil schlechte Wahl- und Umfrageergebnisse der SPÖ, trotz der Krise der ÖVP durch die ÖVP-Korruptionsaffäre. Im November 2022 gab die SPÖ Burgenland eine Umfrage in Auftrag, bei der das Abschneiden der SPÖ bei einer Nationalratswahl mit dem Spitzenkandidaten Doskozil abgefragt wurde. Im Anschluss flammte die mediale Debatte um die Führungsstärke Rendi-Wagners erneut auf, die mit der Ansage, dass sie als SPÖ-Spitzenkandidatin in die nächsten Wahlen ziehen werde, beantwortet wurde. Verschiedene Landesverbände der SPÖ und Rainer Wimmer, der Vorsitzende des Gewerkschaftsflügels, stellten sich hinter Rendi-Wagner. Dennoch hielt der Konflikt an und eskalierte im März 2023 nach der verlustreichen Landtagswahl in Kärnten, mit dem Ergebnis, dass eine SPÖ-Mitgliederbefragung über die SPÖ-Parteiführung entscheiden wird.
Bei der Befragung trat Rendi-Wagner gegen Doskozil und den dritten Kandidaten Andreas Babler um die zukünftige Führung der SPÖ an. Sie unterlag mit 31,35 Prozent der Stimmen sowohl Doskozil (33,68 Prozent) als auch Babler (31,51 Prozent). Die Wahlbeteiligung lag bei 72,4 Prozent. Daraufhin kündigte Rendi-Wagner am nächsten Tag ihren Rückzug an. Als Nationalratsabgeordnete rückte für sie Anfang Juli 2023 Muna Duzdar nach.

### Wirken als Funktionärin
Im März 2024 wurde Rendi-Wagner zur Leiterin des Europäischen Zentrums für die Prävention und Kontrolle von Krankheiten für eine Amtszeit von 5 Jahren gewählt. Ihre Amtsvorgängerin war Andrea Ammon.

### Privates
Sie ist mit Michael Rendi (* 1964) verheiratet, dem ehemaligen österreichischen Botschafter in Israel und früheren Kabinettschef von Bundesminister Thomas Drozda (SPÖ) im Bundeskanzleramt. Das Paar hat zwei Töchter.

## Sonstiges
Das Lied Gleich und verschieden des Duos Alf & DJ Mike, das von Pamela Rendi-Wagner als Wahlkampf-Song verwendet wurde, schaffte es im September 2019 an die Spitze der österreichischen Schlager-Charts.
Im November 2019 wurde bekannt, dass Rendi-Wagner insgesamt 16 Monate lang ihre Mandatsabgabe schuldig geblieben war und die Außenstände zwischenzeitlich über 13.000 Euro betragen hatten. Das für die SPÖ beispiellose Bekanntwerden dieser Interna wurde als Indiz für den heftigen Unmut über die Parteivorsitzende gewertet. Mitte 2019 zahlte sie diese Parteisteuer.

## Wissenschaftliche Publikationen (Auswahl)
Die sieben meistzitierten wissenschaftlichen Arbeiten nach Google Scholar:
- E. Tauber, M. Korinek, P. Rendi-Wagner et al.: Safety and immunogenicity of a Vero-cell-derived, inactivated Japanese encephalitis vaccine: a non-inferiority, phase III, randomised controlled trial. In: The Lancet. Band 370, Nr. 9602, 2007, S. 1847–1853, doi:10.1016/S0140-6736(07)61780-2.
- P. Rendi-Wagner, M. Kundi M., H. Stemberger et al.: Antibody-response to three recombinant hepatitis B vaccines: comparative evaluation of multicenter travel-clinic based experience. In: Vaccine. Band 19, Nr. 15–16, 2001, S. 2055–2060, doi:10.1016/S0264-410X(00)00410-2.
- P. Rendi-Wagner, D. Shouval, B. Genton et al.: Comparative immunogenicity of a PreS/S hepatitis B vaccine in non-and low responders to conventional vaccine. In: Vaccine. Band 24, Nr. 15, 2006, S. 2781–2789, doi:10.1016/j.vaccine.2006.01.007.
- M. Paulke-Korinek, P. Rendi-Wagner, M. Kundi et al.: Universal Mass Vaccination Against Rotavirus Gastroenteritis: Impact on Hospitalization Rates in Austrian Children. In: The Pediatric Infectious Disease Journal. Band 29, Nr. 4, 2010, S. 319–323, doi:10.1097/INF.0b013e3181c18434.
- M. Paulke-Korinek, M. Kundi, P. Rendi-Wagner et al.: Herd immunity after two years of the universal mass vaccination program against rotavirus gastroenteritis in Austria. In: Vaccine. Band 29, Nr. 15, 2011, S. 2791–2796, doi:10.1016/j.vaccine.2011.01.104.
- P. Rendi-Wagner: Risk and prevention of tick-borne encephalitis in travelers. In: Journal of Travel Medicine. Band 11, Nr. 5, 2004, S. 307–312, doi:10.2310/7060.2004.19107.
- P. Rendi-Wagner, H. Kollaritsch, C. D. Ericsson et al.: Drug Prophylaxis for Travelers’ Diarrhea. In: Clinical Infectious Diseases. Band 34, Nr. 5, 2002, S. 628–633, doi:10.1086/338640.